# رولف هانسن
رولف هانسن (بالنرويجية البوكمول: Rolf Hansen)‏ هو منافس ألعاب قوى نرويجي، ولد في 9 أكتوبر 1906 في ساربسبورغ في النرويج، وتوفي بنفس المكان في 29 مايو 1980.

## وصلات خارجية
- رولف هانسن على موقع أوليمبيديا (الإنجليزية)